# Zorritos
Zorritos (renardeaux) est une petite ville péruvienne, capitale du district homonyme et de la province de Contralmirante Villar dans le département de Tumbes.
Située à 28 km au sud de Tumbes, la capitale départementale, Zorritos était autrefois la station balnéaire et thermale préférée de l'aristocratie de Tumbes.

## Histoire
C'était à la fin du XIXe siècle et au début du XXe siècle, le plus important centre de production de pétrole d'Amérique du Sud.
Depuis les nombreuses plages de la région, les restes de métal des anciennes plates-formes pétrolières peuvent encore être vus en mer.
Lors de la création du département de Tumbes, par la loi n ° 9667 du 25 novembre 1942, Zorritos a été désignée capitale provinciale et du district.
En 1999, la municipalité comptait 6 605 habitants.
C'est aujourd'hui une destination touristique populaire pour ses excellentes plages et sa proximité avec le parc national Cerros de Amotape et des sources chaudes d'Hervideros (bains de boue).
La ville compte plusieurs petits hôtels et restaurants de fruits de mer.
| Mois                              | jan. | fév. | mars | avril | mai  | juin | jui. | août | sep. | oct. | nov. | déc. | année |
| --------------------------------- | ---- | ---- | ---- | ----- | ---- | ---- | ---- | ---- | ---- | ---- | ---- | ---- | ----- |
| Température minimale moyenne (°C) | 21,7 | 22   | 22,1 | 21,6  | 20,9 | 19,6 | 18,7 | 18,3 | 18,1 | 18,8 | 19   | 20,4 | 20,1  |
| Température moyenne (°C)          | 26,6 | 27   | 27,2 | 26,8  | 25,8 | 24,4 | 23,4 | 23   | 23   | 23,4 | 23,8 | 25,2 | 25    |
| Température maximale moyenne (°C) | 31,5 | 32,1 | 32,4 | 32,1  | 30,8 | 29,3 | 28,1 | 27,7 | 28   | 28,1 | 28,7 | 30,1 | 29,9  |